# Желтокрылковые
Желтокрылковые, или байкальские бычки (лат. Cottocomephoridae) — семейство глубоководных лучепёрых рыб из отряда скорпенообразных (Scorpaeniformes). 9 видов из Байкала.

## Описание
Сибирь: озеро Байкал и пресноводные водоемы в бассейне этого озера. Питаются, главным образом, обитающими в озере бокоплавами Пресноводные рыбы, часть глубоководные, часть пелагические. Достигают максимальной длины до 18 см..

## Этимология
Название семейства происходит от греческих слов греч. kotta = голова, греч. kome = волосы (грива) и греч. pherein = нести.

## Классификация
9 видов, 4 рода (FishBase). Ранее объединяли с семейством Abyssocottidae.
- Род Batrachocottus Berg — Большеголовые широколобки[1]
  - Batrachocottus baicalensis (Dybowski, 1874) — Байкальская большеголовая широколобка[1]
  - Batrachocottus multiradiatus Berg, 1907 — Пестрокрылая широколобка[1]
  - Batrachocottus nikolskii (Berg, 1900) — Жирная большеголовая широколобка[1]
  - Batrachocottus talievi Sideleva, 1999 — Широколобка Талиева[1]
- Род Cottocomephorus Pellegrin, 1900 — Желтокрылки
  - Cottocomephorus alexandrae Taliev, 1935 — Северобайкальская желтокрылка[1]
  - Cottocomephorus grewingkii (Dybowski, 1874) — Желтокрылка[1]
  - Cottocomephorus inermis (Yakovlev, 1890) — Длиннокрылая широколобка[1]
- Род Leocottus — Песчаные широколобки[1]
  - Leocottus kesslerii (Dybowski, 1874) — Песчаная широколобка[1]
- Род Paracottus Taliev — Каменные широколобки[1]
  - Paracottus knerii (Dybowski, 1874) — Каменная широколобка[1]